# Tyka Nelson
Tyka Evene Nelson (Mineápolis, Minnesota, 18 de mayo de 1960-Robbinsdale, Minnesota, 4 de noviembre de 2024) fue una cantante estadounidense, hermana menor de Prince.

## Biografía
Hija del músico de jazz John L. Nelson (1916-2001) y de Mattie Della Shaw (1933-2002), Tyka Nelson nació el 18 de mayo de 1960 en Mineápolis. Fue la hermana menor del cantante y compositor Prince (1958-2016) y media hermana de Omarr, Norrine, Duane, Sharon, Lorna, Alfred y John, hijos de anteriores matrimonios de sus padres.
Se casó con Maurice Phillips con quien tuvo cuatro hijos, además de otros dos de un matrimonio anterior.

## Carrera
Ha lanzado cuatro álbumes y se ha posicionado en el No. 33 en el Billboard's Hot R&B/Hip-Hop Songs en julio de 1998, con Marc Anthony's Tune, producido por Larry Graham.
El 7 de junio de 2017, lanzó su última canción en seis años: End of The Road, tributo a su hermano Prince y homenaje a sus padres.

## Discografía
- 1988: Royal Blue (Cooltempo) [5]
- 1992: Moon Yellow, Red Sky (CMC International Records)
- 2008: A Brand New Me
- 2011: Hustler [8]
- TBA: Enlightened (EP) [7]